# Colostethus latinasus
Colostethus latinasus là một loài ếch thuộc họ Dendrobatidae.
Loài này có ở Panama và có thể cả Colombia.
Môi trường sống tự nhiên của chúng là vùng núi ẩm nhiệt đới hoặc cận nhiệt đới và sông ngòi.
Chúng hiện đang bị đe dọa vì mất môi trường sống.